# У Вэньинь, Иоанн
Иоанн У Вэньинь  (кит. 武文印 若望, 1850 года, провинция Хэбэй, Китай — 8 июля 1900 года, там же) — святой Римско-Католической Церкви, мученик.

## Биография
Иоанн У Вэньинь родился в 1850 году в католической семье. В 1899—1900 гг. в Китае происходило Ихэтуаньское восстание, во время которого жестоко преследовались христиане. 5 июля 1900 года повстанцы напали на деревню, где жил Иоанн У Вэньинь. Жители деревни смогли отбить атаку. Несмотря на это, на следующий день Иоанн У Вэньинь был арестован органами государственной власти за неподчинение власти. Через три дня он был осужден и приговорен к смертной казни.
Иоанн У Вэньинь был беатифицирован 17 апреля 1955 года Римским Папой Пием XII и канонизирован 1 октября 2000 года Римским Папой Иоанном Павлом II вместе с группой 120 китайских мучеников.
День памяти в Католической Церкви — 9 июля.

## Источник
- George G. Christian OP, Augustine Zhao Rong and Companions, Martyrs of China, 2005, стр. 76